# 千葉卓
千葉 卓（ちば たかし、1943年 -　）は、日本の法学者。専門は、憲法・教育法学。学位は、法学博士（北海道大学・1972年）。北海学園大学名誉教授。青森県で生まれた直後、幼少を樺太で過ごした。

## 略歴
- 1966年北海道学芸大学学芸学部札幌分校卒業
- 1966年北海道大学法学部助手
- 1972年北海道大学大学院法学研究科博士課程修了
- 1972年北海学園大学法学部講師
- 1977年北海学園大学法学部助教授
- 1981年北海学園大学法学部教授[1]
- 2014年北海学園大学定年退職。北海学園大学開発研究所特別研究員

## 学説
教育基本法の法的性格として、有倉遼吉の提唱する「準憲法的法律説」に対し、千葉は「基本原理的法律説」を提唱。千葉は、教育基本法は現行教育法制全体の基本原理を定めた法律なので、他の教育法規すべての解釈運用にその所定原理が貫かれなければならないと唱えた。この理論は、当時多くの学者の支持を集め、旭川学テ事件に於いても最高裁判所がこの理論をほぼそのまま採用されることとなった。後に学界に於いても通説となるに至った。
三菱樹脂事件において私人間効力に関する学説の中でも、「間接効力説が適用されている」とする従来の通説に対し、千葉は、「本判決は理論上は間接適用説、事実上は無効力説である」と唱え、学界に於ける通説とは異なる見解を示している。
憲法の変遷については、変遷に対する見解の中でも肯定説の習律であるとする見解を支持している。

## 著書
- 中村睦男, 秋山義昭, 常本照樹, 齊藤正彰と共著『教材憲法判例』（北海道大学出版会、1978年初版・2008年第4版増補版）
- 『教育を受ける権利　アメリカ・西ドイツに関する法的検討』（北海道大学図書刊行会、1990年）
- 鈴木敬夫, 城下裕二, 渡辺利治, 山口康夫と共著『やさしい法学』（成文堂、1993年初版・2005年第3版）
- 北海学園大学開発研究所編『北海道開発の視点・論点』（分担執筆、北海学園大学開発研究所、1998年）
- 永井憲一, 中村睦男編『大学と法: 高等教育50判例の検討を通して』（分担執筆、大学基準協会、2004年）